# Aagot Norman
Aagot Norman (Bergen, 29 de juliol de 1892 – Bergen, 22 de febrer de 1979) va ser una nedadora noruega que va competir a començaments del segle xx.
El 1912 va prendre part en els Jocs Olímpics d'Estocolm, on va disputar els 100 metres lliures del programa de natació. Fou eliminada en quarts de final en no finalitzar la seva sèrie.
Durant la seva carrera Normann va posseir el rècord de Noruega dels 100 metres lliures en dues ocasions:
| Prova              | Temps  | Data                  | Ciutat |
| ------------------ | ------ | --------------------- | ------ |
| 100 metres lliures | 1.46,2 | 1 de setembre de 1912 | Bergen |
| 100 metres lliures | 1.49,2 | 30 de juliol de 1911  | Bergen |